# Saint-Léonard (Pas-de-Calais)
Saint-Léonard település Franciaországban, Pas-de-Calais megyében. Lakosainak száma 3346 fő (2022. január 1.). Saint-Léonard Saint-Martin-Boulogne, Echinghen, Isques, Outreau és Saint-Étienne-au-Mont községekkel határos.

## Népesség
A település népessége az elmúlt években az alábbi módon változott:
| Lakosok száma | 3634 | 3568 | 3563 | 3452 | 3394 | 3410 | 3377 | 3338 | 3346 |
|               | 2013 | 2015 | 2016 | 2017 | 2018 | 2019 | 2020 | 2021 | 2022 |